# Fuerza Amarilla Sporting Club
Fuerza Amarilla Sporting Club is een professionele voetbalclub uit Machala, Ecuador. De club werd opgericht op 23 december 1999. De thuishaven is het Estadio 9 de Mayo, dat plaats biedt aan 16.500 toeschouwers. Fuerza Amarilla SC promoveerde in 2015 naar de hoogste divisie, de Campeonato Ecuatoriano, dankzij de tweede plaats in de Serie B. In 2017 degradeerde de club, maar kon na één seizoen terugkeren.

## Erelijst
- Serie B

Runner-up: 2015
- Segunda Categoría

Winnaar: 2014
América de Quito · 
Aucas ·
Barcelona ·
Delfín ·
Deportivo Cuenca ·
Deportivo Macará ·
Fuerza Amarilla · 
Guayaquil City · 
Mushuc Runa	· 
El Nacional · 
Emelec ·
Independiente del Valle ·
Olmedo · 
LDU Quito ·
Técnico Universitario ·
Universidad Católica